# Jah Wobble
Jah Wobble, pseudonimo di John Joseph Wardle (Stepney, 11 agosto 1958), è un bassista, polistrumentista e produttore discografico britannico.
È noto soprattutto per la sua militanza nel gruppo post-punk dei Public Image Ltd., nel periodo 1978-1980, in qualità di bassista e occasionalmente di batterista e cantante. Il suo nome d'arte gli fu dato da Sid Vicious durante una festa alcolica.
Dopo la fine del rapporto con i Public Image Ltd., Jah Wobble ha pubblicato alcuni lavori solisti ed ha collaborato con diversi altri artisti (Dub Syndicate, Brian Eno, Sinéad O'Connor, The Edge degli U2, Dolores O'Riordan dei The Cranberries  e altri).
Dal 1991 è il leader di una nuova formazione, tuttora in attività, Jah Wobble's Invaders Of The Heart.

## Discografia

### Solista

#### Album in studio
- 1980 – The Legend Lives On... Jah Wobble In Betrayal
- 1983 – Jah Wobble's Bedroom Album
- 1987 – Psalms
- 1995 – Heaven & Earth
- 1996 – The Inspiration Of William Blake
- 1997 – Requiem
- 1997 – The Light Programme
- 1998 – Umbra Sumus
- 1999 – Deep Space
- 2002 – Fly
- 2004 – Elevator Music Volume 1A
- 2005 – Mu
- 2006 – Alpha One Three
- 2007 – Heart & Soul
- 2010 – Welcome To My World
- 2012 – Dub The World
- 2018 – Dream World

#### Album dal vivo
- 2003 – Ode To Joy

#### Colonne sonore
- 2003 – Fureur

#### Raccolte
- 2004 – Sanctuary Compilation (Disc 3)
- 2015 – Redux Anthology 1978-2015
- 2015 – Cover Versions

### Con i Public Image Ltd.

#### Album in studio
- 1978 – Public Image: First Issue
- 1979 – Metal Box

#### Album dal vivo
- 1980 – Paris au Printemps

#### Singoli
- 1978 – Public Image
- 1979 – Death Disco
- 1980 – Memories

### Con i Jah Wobble's Invaders Of The Heart

#### Album in studio
- 1991 – Rising Above Bedlam
- 1994 – Take Me To God
- 1997 – The Celtic Poets
- 1999 –  Full Moon Over The Shopping Mall
- 2000 – Molam Dub
- 2003 – English Roots Music
- 2016 – Everything Is No Thing
- 2017 – The Usual Suspects

#### Album dal vivo
- 1990 – Without Judgement (come Invaders Of The Heart)
- 2015 – Access All Areas (con DVD)

#### EP
- 1983 – Invaders Of The Heart
- 1991 – Erzulie
- 1992 – The Ungodly Kingdom EP
- 1992 – Visions Of You
- 1994 – Becoming More Like God
- 1994 – The Sun Does Rise
- 1994 – 5 Track Sampler
- 1994 – Amor

#### Singoli
- 1989 – The Unspoken Word
- 1990 – Bomba
- 1990 – Om Namah Shiva

#### Split
- 1993 – Global Sweatbox Presents Fabio Paras & The Drum Club Remixes (12" con due tracce, una di !Loca!)

### Collaborazioni

#### Album in studio
- 1982 – Holger Czukay, Jah Wobble, Jaki Liebezeit – Full Circle
- 1983 – Jah Wobble, The Edge, Holger Czukay – Snake Charmer
- 1985 – Jah Wobble + Ollie Marland – Neon Moon
- 1986 – Jah Wobble & Ollie Marland – Tradewinds
- 1995 – Eno / Wobble – Spinner
- 1998 – Jah Wobble Presents Zi Lan Liao – The Five Tone Dragon
- 2001 – Jah Wobble • Bill Laswell – Radioaxiom – A Dub Transmission
- 2001 – Jah Wobble & Evan Parker – Passage To Hades
- 2002 – Jah Wobble & Temple Of Sound – Shout At The Devil
- 2006 – Jah Wobble & The English Roots Band – Jah Wobble And The English Roots Band
- 2011 – Jah Wobble and Julie Campbell – Psychic Life
- 2012 – Jah Wobble, Keith Levene – Yin And Yang
- 2013 – Jah Wobble + Marconi Union – Anomic
- 2014 – Jah Wobble Presents PJ Higgins – Inspiration
- 2016 – Dub Trees Ft. Jah Wobble, Youth & Daniel Romar – Celtic Vedic
- 2016 – Jah Wobble & The Nippon Dub Ensemble – Japanese Dub
- 2017 – Intastella featuring Jah Wobble – The Rise And Fall Of A Northern Dubstar
- 2018 – Jah Wobble & Momo – Maghrebi Jazz

#### Album dal vivo
- 2005 – Jah Wobble, Jaki Liebezeit, Philip Jeck – Live In Leuven

## Videografia
- ? – Jah Wobble's Invaders Of The Heart / Original Flavor – Visions Of You / When I Make It